# Remigia nigrisigna
Remigia nigrisigna är en fjärilsart som beskrevs av John Henry Leech 1889. Remigia nigrisigna ingår i släktet Remigia och familjen nattflyn. Inga underarter finns listade.